# Juhász László (kultúrtörténész)
Juhász László (Kaposvár, 1933. június 6. – Bécsújhely, 2008. november 22.) magyar jogász, újságíró, 33 éven át a Szabad Európa Rádió (SZER) munkatársa.

## Életpályája
Gyermekkorát Hegyeshalmon és Szencen, diákkorát Győrben töltötte. A győri bencés gimnáziumban érettségizett 1952-ben. Egyetemi tanulmányait a pécsi jogi karon kezdte és Budapesten fejezte be. Csupán három hónapot töltött le ügyvédjelölti gyakorlatából, mikor az 1956-os forradalom leverését követő megtorlás elől Nyugatra menekült. 1957-1959 közt a gráci egyetemen tanult, bekapcsolódott a Magyar Egyetemisták Gráci Szövetségének munkájába. Egyik alapító tagja volt az egyesület újságjának, a Parázsnak. Cikkei "zL" jellel jelentek meg. Később a bécsi Kereskedelmi Akadémiára járt.
33 éven át a Szabad Európa Rádió munkatársa volt. Előbb mint bécsi tudósító, majd mint a müncheni központ szerkesztője. Fontosabb állandó műsorai voltak: Barangolás a magyar múltban; Tiszta Forrás; Lármafa; Protestáns világ.
A második szabad országgyűlési választások előtt (1994) a Magyar Televízió hírigazgatója, majd 1996-tól a Magyar Rádió Közalapítvány kuratóriumának alelnöke volt. 
Magyarságtudatát küldetésként ápolta, érdeklődésének központjában a külföldi magyar emlékek álltak.

## Művei

### Kötetei
- Bécs magyar emlékei (1972)
- Burgenland - magyar történelmi útikalauz (1976)
- Magyarok az Újvilágban (1979)
- Héttoronytól Kufsteinig (1982)
- Mátyás király Bécsben (1985; 2002)
- Barangolás a magyar múltban (1993)
- Ausztria magyar emlékei (2005)

### Történelmi dokumentumfilmjei
- Bécs magyar emlékei (1993)
- Bujdosók nyomában (1995)
- Isztambul magyar emlékei(1996)
- Egy szabad század végnapjai (1996)
- A kövek üzenete (1997)
- Az olaszországi magyar légió (1998)
- Régi bécsi magyarok nyomában (1999)
- A tiszaháti magyarok kálváriája (2000)
- A Fraknói Kincs (2001)
- A bűnbak (2002)
- Ferenc József utolsó diplomatája (2002)
- Pogány világ Magyarországon (2003)
- Mátyás király Bécsben (2004)

### Cikkek, tanulmányok
A müncheni Nemzetőrben; a Katolikus szemlében; az Új Látóhatárban; a Bécsi Naplóban; a Magyar Szemlében; az Új Horizontban; s a Confessioban publikált.